# Guldpennan (gastronomipris)
Guldpennan är en utmärkelse som delas ut av Gastronomiska Akademien  "för utomordentligt författarskap på det gastronomiska området". Utmärkelsen utdelades första gången 1974. Den har sedan dess utdelats årligen, med undantag för uppehåll åren 1978–1982 och 1984–1985. Under 1980- och 1990-talet delades priset varje år oftast ut till flera olika personer. Priset delas i regel ut i januari året efter kalenderåret för den prisvärda insatsen.

## Pristagare
- 1974 – Pernilla Tunberger (matskribent Dagens Nyheter)
- 1975 – Märit Huldt (matskribent Svenska Dagbladet)
- 1976 – Haqvin Carlheim-Gyllensköld (arkitekt/författare)
- 1977 – Rune Ernestad (chefredaktör Allt om Mat)
- 1978 – ingen utdelning
- 1979 – ingen utdelning

- 1980 – ingen utdelning
- 1981 – ingen utdelning
- 1982 – ingen utdelning
- 1983 – Torsten Blomqvist (matjournalist Expressen)
Bengt Frithiofsson (vinskribent Svenska Dagbladet)
Monica Hörner (matskribent tidningen Land)
Roland Möllerfors (chefredaktör Restauranger och Storhushåll)
Anna-Greta Persson (matskribent Sydsvenska Dagbladet)
Marianne Sandberg (matskribent Svenska Dagbladet)
Margit Vinberg (journalist Vecko-Journalen)
Margareta Wickman (matskribent Vecko-Journalen)
Ria Wägner (programledare Sveriges Radio)
- 1984 – ingen utdelning
- 1985 – ingen utdelning
- 1986 – Barbro Lönnegren (matskribent)
Nils-Åke Nilsson (matskribent)
Astrid Nilsson (matskribent Dagens Nyheter)
Eva Reichel (matskribent Femina)
Sven-Gunnar Svensson (PR-konsult)
- 1987 – Ernst Nathorst-Böös (ostkännare/jur.dr)
Brita Olhagen (matskribent Allt om Mat)
- 1988 – Gunnevi Bonekamp (redaktör Wezäta)
Elsa Toll (journalist Restauranger och Storkök)
- 1989 – Inger Grimlund (matskribent tidningen Gourmet)

- 1990 – Anna Bergenström (matskribent Dagens Nyheter)
George Holmqvist (redaktör Restauranger och Storkök)
Eja Nilsson (matskribent Sydsvenska Dagbladet)
Philip von Schantz (konstnär)
- 1991 – Ann-Sofie Englund (matskribent)
Lars Peder Hedberg (chefredaktör tidningen Gourmet)
Cajsa Stenmark (matskribent tidningen Vi)
- 1992 – Solveig Björk (matredaktör Sveriges Radio)
Carl Butler (restauratör/kokboksförfattare)
Sune Carlqvist (vinexpert/skribent)
Krister Lüning (chefredaktör tidskriften Bon Appétit)
Christine Samuelsson (redaktör tidningen Gourmet)
Ulla Tham (kokboksförfattare
Otto von Friesen (författare)
- 1993 – Astrid Abrahamsson (Allt om Mat)
Margareta Ekström (författare)
Ingrid Eriksson (matskribent Svenska Dagbladet)
Kerstin Hallert (journalist)
Lillemor Hvitfeldt (matskribent tidningen Land)
- Annica Triberg (kokboksförfattare/journalist)
- 1994 – Anna-Mi Epstein (matskribent tidningen Må Bra)
Göran Rusk (författare)
Anders Salomonsson (matskribent)
Catherine Schück (matskribent)
- 1995 – Ragna Carlzon (matskribent)
Görn Helleblad (kock Allt om Mat)
Lee Persson (korrespondent Svenska Dagbladet)
Måns Rossander (menyredaktör Sveriges Radio)
Stephan Rössner (professor)
Lena Sewall (matskribent)
Jan Silverstolpe (färskvaruchef Åhléns Varuhus)
- 1996 – Kerstin Wachtmeister (matskribent)
Inga Wallenquist (matskribent)
- 1997 – Ulla Andersson (matskribent)
Sven Ekberg (menyredaktör Sveriges Radio)
Birgit Hemberg (redaktionssekreterare Allt om Mat)
Key Nilsson (fotograf)
Siv Nilsson (matskribent)
Berit Paulsson (matskribent)
Karsten Thurfjell (redaktör Sveriges Radio)
- 1998 – Anna-Britt Agnsäter (provkökschef Kooperativa Förbundet)
- 1999 – Jesper Aspegren (redaktör Sveriges Television)

- 2000 – Anna Förster (redaktionssekreterare Allt om Mat)
- 2000 – Claes Grill (Gastronomiska Akademiens ständiga sekreterare)
- 2001 – Winbladh Lisa Förare (matskribent/dietist)
- 2002 – Maud Onnemark (matskribent Allt om Mat)
- 2003 – Jens Linder (matskribent Dagens Nyheter)
- 2004 – Bengt-Göran Kronstam (vinskribent Dagens Nyheter)
- 2005 – Christer Ekbom (journalist Dagens Industri)
- 2006 – Cocke Ulla (chefredaktör Matmagasinet)
- 2007 – Charlotte Jenkinson (journalist Allt om Mat)
Stefan Edman (miljödebattör)
- 2008 – Sigmund Kaarstad (journalist ICA-kuriren)
- 2009 – Lennart Jarnhammar (redaktör)

- 2010 – Kroon Eta Journalist (matskribent/författare)
- 2011 – Mia Gahne Journalist (matskribent/författare)
- 2012 – Ulla Karlström (redaktionschef Allt om Mat)[3]
- 2013 – Mats-Eric Nilsson (chefredaktör Hunger)
- 2014 – Mikael Mölstad (skribent Svenska Dagbladet, Allt om Vin, White Guide)
- 2015 - Ann-Helen Meyer von Bremen (författare och undersökande matjournalist)
- 2016 - Anna K Sjögren (frilansskribent)
- 2017 – Tony Wallin (chefredaktör Buffé)
- 2018 – Lisbeth Rauden
- 2019 – Lisa och Monica Eisenman (kokboksförfattare)
- 2020 – Elisabeth Johansson (konditor och kock)
- 2021 – Gunilla Hultgren Karell
- 2022 – Per Styregård
- 2023 – Gunilla von Heland